# Vaskî, Zinkiv
Vaskî (în ucraineană Васьки) este un sat în așezarea urbană Opișnea din raionul Zinkiv, regiunea Poltava, Ucraina.

## Demografie
Componența lingvistică a localității Vaskî
     Ucraineană (98,11%)
     Rusă (1,89%)
Conform recensământului din 2001, majoritatea populației localității Vaskî era vorbitoare de ucraineană (98,11%), existând în minoritate și vorbitori de rusă (1,89%).